# Anchonobelus dschagga
Anchonobelus dschagga är en insektsart som beskrevs av Jacobi 1910. Anchonobelus dschagga ingår i släktet Anchonobelus och familjen hornstritar. Inga underarter finns listade i Catalogue of Life.